# Allium karyeteini
Allium karyeteini är en amaryllisväxtart som beskrevs av George Edward Post. Allium karyeteini ingår i släktet lökar, och familjen amaryllisväxter. Inga underarter finns listade i Catalogue of Life.